# 鄧忠 (曹魏)
鄧忠（3世紀—264年），表字不詳，義陽棘陽人（今南陽市新野縣）。三國時曹魏將領鄧艾之子，自己亦跟隨父親從軍征戰。

## 生平
父親鄧艾參與多場戰役，包括多次抵抗蜀漢將領姜維的進攻，功勞甚大，因而在甘露元年（256年），隨父親封鄧侯而被封為惠唐亭侯。景元四年（263年），鄧艾奉詔征伐蜀漢，鄧忠亦隨軍。後來姜維和鍾會相拒於劍閣，兩軍僵持，鄧艾此時偷渡陰平，到達江油，向成都前進，並與蜀漢衛將軍諸葛瞻戰於綿竹，鄧忠和師纂被指派分別攻擊蜀軍的左右兩邊，但未能擊破，退軍並說：「賊未可擊。」鄧艾大怒，叱責二人，並說要將他們斬首，二人於是再戰，大破蜀軍，諸葛瞻等戰死。後來逼近成都時蜀主劉禪向鄧艾投降。
鄧艾奇兵入蜀，成功滅掉蜀漢，但鍾會卻和鄧艾不和，更誣陷鄧艾謀反，鄧艾和鄧忠被下令解送回洛陽。景元五年（264年），鍾會謀反事敗，士兵譁變，鍾會被殺，鄧艾部將想追還鄧艾父子，但衛瓘卻派田續追鄧艾，於綿竹西相遇，將鄧艾和鄧忠等人殺死。直至泰始九年（273年）才恢復名節。

## 子女
- 鄧朗，鄧忠之子，被封為郎中。
- 鄧千秋，鄧忠之子，於時有名望，被光祿大夫王戎（竹林七賢之一）徵為掾吏。